# Białorusini w parlamencie II RP
Białorusini w parlamencie II Rzeczypospolitej

## Okres 1922–1928
W wyborach do parlamentu I kadencji działacze białoruscy wystartowali z Bloku Mniejszości Narodowych, uzyskując 11 mandatów poselskich i 3 senatorskie.
W latach 1922–1925 tworzyli wspólny Klub Białoruski, gdzie ścierały się ze sobą różne orientacje ideowe i polityczne: od chadecko-narodowej (ks. Adam Stankiewicz), poprzez socjaldemokratyczną (Bronisław Taraszkiewicz, Fabian Jeremicz, Szymon Rak-Michajłowski) i socjal-rewolucyjną (Sergiusz Baran) aż do ludowej (Aleksander Własow, Michał Kochanowicz i Aleksander Nazarewski).
W sejmie domagali się od rządu RP autonomii terytorialnej dla województw północno-wschodnich (sprawami białoruskimi miał się zajmować Sejm Krajowy w Wilnie). W dziedzinie gospodarki żądano przeprowadzenia radykalnej reformy rolnej oraz wstrzymania akcji osadniczo-kolonizacyjnej na kresach wschodnich, upaństwowienia lasów.
W kwestiach narodowych próbowano wywrzeć nacisk na rząd RP w kwestii poszanowania praw języka białoruskiego (możliwość jego używania w urzędach), prowadzenia nauczania w języku ojczystym dla dzieci i młodzieży oraz stworzenia Seminarium Nauczycielskiego, mającego kształcić kadry dla szkół białoruskich. Podobnie jak Ukraińcy, posłowie białoruscy odrzucali zasadę utrakwizmu. Domagali się również od rządu RP stworzenia Białorusinom możliwości szerszej reprezentacji we władzach samorządowych oraz lokalnych urzędach.
Już w pierwszym okresie trwania sejmu I kadencji Klub Białoruski wyraźnie dzielił się dwie frakcje: umiarkowaną, reprezentowaną przez Bronisława Taraszkiewicza wraz z chadecją, stawiającą rządowi RP zdecydowane żądania, ale w ramach istniejących warunków geopolitycznych i ustrojowych, oraz radykalną, domagającą się nie tylko zapewnienia Białorusinom należnych im praw, ale zdecydowanych przemian społecznych na wzór ZSRR wraz z prawem oderwania się ziem białoruskich od RP. Do tej drugiej grupy należeli m.in. posłowie Rogula, Miotła i Rak-Michajłowski.
W 1925 roku doszło w Klubie do formalnego rozłamu: wyodrębniła się z niego robotniczo-włościańska frakcja „Hromady” z Rakiem-Michajłowskim, Wołoszynem, Miotłą i Sobolewskim. Przystąpił do niej i Bronisław Taraszkiewicz, zawiedziony polityką narodową rządów przedmajowych.
Z powodu dużego krytycyzmu wobec polityki gabinetów narodowo-ludowych w RP białoruska chrześcijańska demokracja i socjaldemokracja poparły przewrót majowy marszałka Piłsudskiego.

## Parlament II kadencji
Do wyborów 1928 roku organizacje białoruskie poszły mocno rozbite, mimo to uzyskały w sejmie 10 posłów, a w izbie wyższej 2 senatorów. W parlamencie część z nich stworzyła Białoruski Włościańsko-Robotniczy Klub Poselski (BWRKP), na który składali się Józef Gawrylik, Ignacy Dworczanin, Aleksander Stahanowicz, Flegont Wołyniec, i wreszcie Jan Hrecki z ukraińskiego „Sel-Rob”. Oprócz niego zaistniał też Białoruski Klub Parlamentarny, do którego przystąpili Kastuś Juchniewicz, Fabian Jeremicz, Albin Stepowicz i Paweł Karuza. Wybrany jako Białorusin poseł Janka Stankiewicz do końca kadencji pozostał niezrzeszony.
W 1929 roku Ukraińcy i Białorusini stworzyli w sejmie wspólny klub, reprezentujący dwie narodowości słowiańskie. Wspólnie protestowali np. przeciwko likwidacji szkoły w Radoszkowicach czy wystosowali do Ligi Narodów memorandum w sprawie łamania w RP praw mniejszości narodowych.
Przed wyborami brzeskimi władze sanacyjne bojąc się ewentualnego sukcesu białoruskich lewicowych radykałów aresztowały posłów Gawrylika, Wołyńca, Krypczyka i Dworczanina.

## Parlament III kadencji
W wyborach 1930 roku organizacje ukraińskie i białoruskie wystartowały wspólnie: Białorusinom udało się wówczas zdobyć tylko jeden mandat w sejmie (Jeremicz), za to z listy BBWR weszli do izby niższej Bazyli Kuc i Hienadź (Genadiusz) Szymanowski. W senacie Białorusinów reprezentował Bazyli Sieduń.